# Wo ein Wille, ist ein Weg
Wo ein Wille, ist ein Weg ist ein deutsches Stummfilmmelodram aus dem Jahre 1918 von Hubert Moest mit seiner damaligen Ehefrau Hedda Vernon und Ernst Hofmann in den Hauptrollen. Die Geschichte basiert auf einer Vorlage von Richard Skowronnek.

## Handlung
Gerda Brandt und ihr Pflegebruder wuchsen im Prekariat auf. Ihre Eltern leiteten sie zu Diebstahlstouren an, sodass beide rasch auf der schiefen Bahn landeten. Als Erwachsene wurde Gerda eine Hoteldiebin, bestahl den liebenswerten Rolf von Crusius und schmeichelte sich bei dessen blinder Mutter ein. Als sie bei ihren Missetaten ertappt wurde, floh Gerda und arbeitete später als Gesellschafterin. In dieser Zeit lernt sie, dass man ihr oftmals nur Gutes wollte und erfährt einen Sinnes- wie Charakterwandel: Wo ein Wille, ist ein Weg, wie der Filmtitel insinuiert … und so ehelicht die nunmehr geläuterte Gerda Rolf und wird ein besserer Mensch.

## Produktionsnotizen
Wo ein Wille, ist ein Weg entstand im Frühjahr 1918 im Eiko-Filmatelier in Berlin-Marienfelde und passierte die Zensur im Juli desselben Jahres. Der Vierakter mit einer Länge von 1453 Metern Länge erhielt Jugendverbot und wurde am 1. November 1918 in Berlins Tauentzienpalast uraufgeführt.

## Kritik
Paimann’s Filmlisten resümierte: „Stoff, Spiel, Photos und Szenerie sehr gut.“